# Heuchera mexicana
Heuchera mexicana là một loài thực vật có hoa trong họ Saxifragaceae. Loài này được W. Schaffn. ex Rydb. miêu tả khoa học đầu tiên năm 1905.